# Au Crépuscule
Pour le film lituanien, voir Au crépuscule.
Au Crépuscule, op. 111, est une œuvre de la compositrice Mel Bonis, datant de 1923.

## Composition
Mel Bonis compose Au Crépuscule, pour piano, en 1923. L'œuvre est dédiée à Madeleine Verger. Elle est publiée aux éditions Hamelle en 1923, puis rééditée en 2006 aux éditions Furore.

## Analyse
Au crépuscule dont les harmonies décrivent les teintes et les dégradés du ciel dans les couleurs de l’heure, nous fait vivre le dernier embrasement du soleil dans son moment “poco crescendo e animato” où jaillit une éclatante modulation qui mène jusqu’en do dièse majeur, et le calme retour au silence de la nuit dans le mi bémol majeur quasi andante du début. Selon Myriam Barbaux-Cohen, elle fait chanter des rythmes délicats.

## Edition actuelle
- in Mel Bonis, œuvre pour piano, Voume 7, Pièces pittoresques et poétiques C ; Editions Furore, 2006

## Discographie
- Mel Bonis, pièces pour piano, par Lioubov Timofeïeva, Voice of Lyrics C341, 1998 (BNF 38529839)
- Femmes de légende, par Maria Stembolskaia (piano), Ligia Digital LIDI 0103214-10, 2010, (OCLC 718391726)
- Myriam Barbaux-Cohen (piano) et Mel Bonis, Mémoires d'une femme, Ars Produktion, janvier 2022. (EAN 4260052383490)
- Compositrices, CD 3, par François Dumont, Bru Zane, SPPF, 2023

## Sources
- Christine Géliot, Mel Bonis: femme et compositeur 1858-1937, l'Harmattan, coll. « Univers musical », 2009 (ISBN 978-2-296-09409-3). .
- Étienne Jardin, Mel Bonis (1858-1937) : parcours d'une compositrice de la Belle Époque, 2020 (ISBN 978-2-330-13313-9 et 2-330-13313-8, OCLC 1153996478, lire en ligne).